# European Volleyball League (damer)
European Volleyball League (EVL) är en volleybolltävling för landslag i Europa, startad 2009 på damsidan. Den skapades med FIVB Volleyball World League-FIVB World Grand Prix som förebild. Från och med 2018 är den uppdelad i två serier: European Golden League och European Silver League.
Tidigare (2018–2024) fick de två bästa lagen från Golden League spela FIVB Volleyball Challenger Cup, där vinnaren kvalificerade sig för spel i FIVB Nations League. Innan ligans tillkomst hade Spring Cup en liknande sammansättning av lag (en bred sammansättning av landslag, men där de allra främsta vanligen spelade i andra turneringar).

## Resultat
| 2009 Detaljer | · Kayseri                     | Serbien                                | 3–2                                      | Turkiet                                | Bulgarien                              | 3–0                                    | Frankrike                              | 8                                      |    |
| 2010 Detaljer | · Ankara                      | Serbien                                | 3–1                                      | Bulgarien                              | Turkiet                                | 3–0                                    | Israel                                 | 8                                      |    |
| 2011 Detaljer | · Istanbul                    | Serbien                                | 3–0                                      | Turkiet                                | Bulgarien                              | 3–0                                    | Tjeckien                               | 12                                     |    |
| 2012 Detaljer | · Karlovy Vary                | Tjeckien                               | 3–0                                      | Bulgarien                              | Serbien                                | 3–1                                    | Nederländerna                          | 12                                     |    |
| 2013 Detaljer | · Varna                       | Tyskland                               | 3–2                                      | Belgien                                | Bulgarien                              | 3–0                                    | Rumänien                               | 8                                      |    |
| 2014 Detaljer | Rüsselsheim · Bursa           | Turkiet                                | 6–0 (sammanlagt) (3–1, 3–1)              | Tyskland                               | Azerbajdzjan och Polen                 | Azerbajdzjan och Polen                 | Azerbajdzjan och Polen                 | 8                                      |    |
| 2015 Detaljer | Érd · Izmir                   | Ungern                                 | 3–3 (sammanlagt) (3–0, 1–3) (15–13 g.s.) | Turkiet                                | Grekland och Israel                    | Grekland och Israel                    | Grekland och Israel                    | 6                                      |    |
| 2016 Detaljer | Baku · Nitra                  | Azerbajdzjan                           | 6–0 (sammanlagt) (3–1, 3–0)              | Slovakien                              | Grekland och Slovenien                 | Grekland och Slovenien                 | Grekland och Slovenien                 | 12                                     |    |
| 2017 Detaljer | Helsingfors · Ivano-Frankivsk | Ukraina                                | 6–0 (sammanlagt) (3–1, 3–1)              | Finland                                | Slovakien och Spanien                  | Slovakien och Spanien                  | Slovakien och Spanien                  | 12                                     |    |
| 2018 Detaljer | · Budapest                    | Bulgarien                              | 3–0                                      | Ungern                                 | Tjeckien                               | 3–1                                    | Finland                                | 20                                     |    |
| 2019 Detaljer | · Varaždin                    | Tjeckien                               | 3–1                                      | Kroatien                               | Belarus                                | 3–0                                    | Spanien                                | 20                                     |    |
| 2020          |                               | Inställd på grund av covid-19-pandemin | Inställd på grund av covid-19-pandemin   | Inställd på grund av covid-19-pandemin | Inställd på grund av covid-19-pandemin | Inställd på grund av covid-19-pandemin | Inställd på grund av covid-19-pandemin | Inställd på grund av covid-19-pandemin | 18 |
| 2021 Detaljer | · Ruse                        | Bulgarien                              | 3–1                                      | Kroatien                               |                                        | Spanien                                | 3–2                                    | Tjeckien                               | 19 |
| 2022 Detaljer | · Orléans                     | Frankrike                              | 3–0                                      | Tjeckien                               | Kroatien och Rumänien                  | Kroatien och Rumänien                  | Kroatien och Rumänien                  | 14                                     |    |
| 2023 Detaljer | Piatra-Neamt · Lund           | Ukraina                                | 6–0 (sammanlagt) (3–0, 3–0)              | Sverige                                | Belgien och Tjeckien                   | Belgien och Tjeckien                   | Belgien och Tjeckien                   | 17                                     |    |
| 2024 Detaljer | · Ostrava                     | Sverige                                | 3–2                                      | Tjeckien                               | Belgien                                | 3–0                                    | Rumänien                               | 22                                     |    |
| 2025 Detaljer | Ängelholm                     | Ukraina                                | 3–1                                      | Ungern                                 | Rumänien                               | 3–2                                    | Sverige                                | 21                                     |    |

## Medaljfördelning
| Nr                   | Nation               | Guld | Silver | Brons | Totalt |
| -------------------- | -------------------- | ---- | ------ | ----- | ------ |
| 1                    | Serbien              | 3    | 0      | 1     | 4      |
| 2                    | Ukraina              | 3    | 0      | 0     | 3      |
| 3                    | Bulgarien            | 2    | 2      | 3     | 7      |
| 4                    | Tjeckien             | 2    | 2      | 2     | 6      |
| 5                    | Turkiet              | 1    | 3      | 1     | 5      |
| 6                    | Ungern               | 1    | 2      | 0     | 3      |
| 7                    | Sverige              | 1    | 1      | 0     | 2      |
| 7                    | Tyskland             | 1    | 1      | 0     | 2      |
| 9                    | Azerbajdzjan         | 1    | 0      | 1     | 2      |
| 10                   | Frankrike            | 1    | 0      | 0     | 1      |
| 11                   | Kroatien             | 0    | 2      | 1     | 3      |
| 12                   | Belgien              | 0    | 1      | 2     | 3      |
| 13                   | Slovakien            | 0    | 1      | 1     | 2      |
| 14                   | Finland              | 0    | 1      | 0     | 1      |
| 15                   | Rumänien             | 0    | 0      | 2     | 2      |
| 15                   | Spanien              | 0    | 0      | 2     | 2      |
| 15                   | Grekland             | 0    | 0      | 2     | 2      |
| 18                   | Polen                | 0    | 0      | 1     | 1      |
| 18                   | Slovenien            | 0    | 0      | 1     | 1      |
| 18                   | Israel               | 0    | 0      | 1     | 1      |
| 18                   | Belarus              | 0    | 0      | 1     | 1      |
| Totalt (21 nationer) | Totalt (21 nationer) | 16   | 16     | 22    | 54     |

## Mest värdefulla spelareper upplaga
- 2009 –  Neslihan Demir
- 2010 –  Jelena Nikolić
- 2011 –  Jovana Brakočević
- 2012 –  Aneta Havlíčková
- 2013 –  Charlotte Leys
- 2014 –  Kübra Akman
- 2015 –  Renáta Sándor
- 2016 –  Polina Rahimova
- 2017 –  Anna Stepanjuk
- 2018 –  Mariya Karakasheva
- 2019 –  Andrea Kossanyiová
- 2021 –  Zjana Todorova
- 2022 –  Lucille Gicquel
- 2023 –  Anastasija Krajduba
- 2024 –  Isabelle Haak
- 2025 –  Daria Sharhorodska